# Chat-Shire
Chat-Shire (viết cách điệu CHAT-SHIRE) là mini-album tiếng Hàn thứ năm (tổng là thứ 9) của ca sĩ, diễn viên Hàn Quốc IU. EP tự sản xuất được phát hành kỹ thuật số vào ngày 23 tháng 10 năm 2015, và sau đó 4 ngày đã phát hành đĩa vật lý bởi LOEN Entertainment dưới tên LOEN Tree. Đây là lần đầu tiên cô phát hành đĩa gốc kể từ Modern Times (2013).
Chat-Shire bao gồm 7 ca khúc trong đó ca khúc chủ đề là "Twenty-Three". Nó còn có thêm 2 ca khúc khác trong đĩa CD ("Heart" và "Twenty Three") từ bộ phim truyền hình The Producers của KBS nơi mà IU đã đóng vai chính, Cindy.

## Danh sách bài hát
※ Ca khúc in đậm là các đĩa đơn từ album.
| Tải nhạc xuống   | Tải nhạc xuống                     | Tải nhạc xuống   | Tải nhạc xuống                  | Tải nhạc xuống |
| STT              | Nhan đề                            | Phổ lời          | Phổ nhạc                        | Thời lượng     |
| ---------------- | ---------------------------------- | ---------------- | ------------------------------- | -------------- |
| 1.               | "Shoes" (새 신발; Sae Sinbal)      | IU               | Lee Jong-hoon                   | 3:35           |
| 2.               | "Zezé"                             | IU               | Lee Jong-hoon, Lee Chae-kyu     | 3:11           |
| 3.               | "Twenty-Three" (스물셋; Seumulset) | IU               | Lee Jong-hoon, Lee Chae-kyu, IU | 3:14           |
| 4.               | "The Shower" (푸르던; Pureudeon)   | IU               | IU                              | 4:07           |
| 5.               | "Red Queen" (featuring Zion.T)     | IU               | Lee Jong-hoon, Lee Chae-kyu     | 3:33           |
| 6.               | "Knees" (무릎; Mureup)             | IU               | IU                              | 4:43           |
| 7.               | "Glasses" (안경; An-gyeong)        | IU               | IU                              | 3:17           |
| Tổng thời lượng: | Tổng thời lượng:                   | Tổng thời lượng: | Tổng thời lượng:                | 25:40          |

| CD bonus tracks  | CD bonus tracks                         | CD bonus tracks  | CD bonus tracks   | CD bonus tracks |
| STT              | Nhan đề                                 | Phổ lời          | Phổ nhạc          | Thời lượng      |
| ---------------- | --------------------------------------- | ---------------- | ----------------- | --------------- |
| 8.               | "Heart" (마음; Maeum, từ The Producers) | IU               | IU, Kim Je-hwi    | 2:47            |
| 9.               | "Twenty Three" (từ The Producers)       | IU               | PJ, Lee Jong-hoon | 3:29            |
| Tổng thời lượng: | Tổng thời lượng:                        | Tổng thời lượng: | Tổng thời lượng:  | 31:56           |

Ghi chú
- Tiêu đề của bài hát 1 nghĩa là "New Shoes".
- Tiêu đề của bài hát 4 nghĩa là "Once Blue".
- Tiêu đề của bài hát 7 nghĩa là "Eyeglasses".
- Xin đừng nhầm lẫn bài hát số 9 với ca khúc chủ đề của album.

## Bảng xếp hạng

### Album
| Bảng xếp hạng(2015)                          | Vị trí cao nhất | Doanh thu      |
| -------------------------------------------- | --------------- | -------------- |
| Bảng xếp hạng album Gaon hằng tuần           | 2               | - KOR: 34,600+ |
| Bảng xếp hạng album Gaon Hàn Quốc hằng tháng | 9               | - KOR: 34,600+ |
| Bảng xếp hạng album Gaon Hàn Quốc cuối năm   | 56              | - KOR: 34,600+ |
| US Billboard Heatseekers Albums Chart        | 19              | - KOR: 34,600+ |
| Bảng xếp hạng album thế giới Billboard Mỹ    | 4               | - KOR: 34,600+ |

### Bảng xếp hạng đĩa đơn
Twenty-Three
| Bảng xếp hạng(2015)                              | Vị trí cao nhất | Doanh thu                            |
| ------------------------------------------------ | --------------- | ------------------------------------ |
| Bảng xếp hạng đĩa đơn Gaon Hàn Quốc hằng tuần    | 1               | - KOR: 600,000+ (chỉ tải nhạc xuống) |
| Bảng xếp hạng đĩa đơn Gaon Hàn Quốc hằng tháng   | 4               | - KOR: 600,000+ (chỉ tải nhạc xuống) |
| Bảng xếp hạng đĩa đơn Gaon Hàn Quốc nửa cuối năm | 60              | - KOR: 600,000+ (chỉ tải nhạc xuống) |

### Những bài hát khác
| Bài hát      | Vị trí cao nhất | Doanh thu                            |
| Bài hát      | KOR Gaon        | Doanh thu                            |
| ------------ | --------------- | ------------------------------------ |
| "The Shower" | 2               | - KOR: 466,000+ (chỉ tải nhạc xuống) |
| "Shoes"      | 5               | - KOR: 346,000+ (chỉ tải nhạc xuống) |
| "Knees"      | 5               | - KOR: 359,000+ (chỉ tải nhạc xuống) |
| "Zezé"       | 8               | - KOR: 339,000+ (chỉ tải nhạc xuống) |
| "Red Queen"  | 10              | - KOR: 314,000+ (chỉ tải nhạc xuống) |
| "Glasses"    | 13              | - KOR: 273,000+ (chỉ tải nhạc xuống) |

## Giải thưởng chương trình âm nhạc
| Bài hát        | Chương trình           | Ngày                 |
| -------------- | ---------------------- | -------------------- |
| "Twenty-Three" | The Music Trend (SBS)  | 1 tháng 11 năm 2015  |
| "Twenty-Three" | The Music Trend (SBS)  | 8 tháng 11 năm 2015  |
| "Twenty-Three" | Show! Music Core (MBC) | 14 tháng 11 năm 2015 |

## Lịch sử phát hành
| Vùng     | Ngày                 | Định dạng      | Nhãn hiệu |
| -------- | -------------------- | -------------- | --------- |
| Hàn Quốc | 23 tháng 10 năm 2015 | Tải nhạc xuống | LOEN Tree |
| Toàn cầu | 23 tháng 10 năm 2015 | Tải nhạc xuống | LOEN Tree |
| Hàn Quốc | 27 tháng 10 năm 2015 | CD             | LOEN Tree |